# Nou arròs per a l'Àfrica
El Nou Arròs per a l'Àfrica ("NERICA") és una cultivar d'arròs obtingut per hibridació entre dues espècies del gènere Oryza: Oryza sativa (arròs comú) i Oryza glaberrima (arròs africà). Va ser desenvolupat per l'Associació pel desenvolupament de l'arròs a l'Àfrica occidental (West Africa Rice Development Association) (WARDA) que cercava millorar el rendiment de l'arròs africà. Uns 240 milions de persones a l'Àfrica occidental depenen de l'arròs com a font principal d'energia alimentària i de proteïnes en la seva dieta. La majoria d'aquest arròs és importat i l'autosuficiència en la producció d'arròs milloraria la seguretat alimentària i ajudaria a desenvolupar Àfrica.
La nova varietat d'arròs ha estat distribuïda i sembrada en 200.000 hectàrees en els darrers cinc anys a diversos països com Guinea, Nigèria, Costa d'Ivori, i Uganda.
L'arròs africà és més rústic que l'arròs comú asiàtic però té menys rendiment
Aquest arròs híbrid presenta un augment de grans d'arròs per espiga (de 100 a 400 grans) i el rendiment passa de 1.000 a 2.500 kg per hectàrea, arribant a 5.000 kg/ha si es fa ús dels fertilitzants. També és més rústic que l'arròs comú asiàtic.